# Wochenpost
Die Wochenpost (Zeitung für Politik, Kultur, Wirtschaft, Unterhaltung) war eine deutsche Wochenzeitung. Sie erschien zwischen dem 22. Dezember 1953 und dem 23. Dezember 1996 mit 2.244 Ausgaben und gehörte mit einer Auflage von ca. 1,3 Millionen Exemplaren zu den auflagenstärksten Wochenzeitungen der DDR. Die Zeitschrift erschien wöchentlich im Berliner Verlag und erfreute sich großer Beliebtheit. Den Schriftzug für die Wochenpost, unter dem sie mehr als 40 Jahre erschien, entwarf der Zeichner und Grafiker Johannes Hegenbarth.

## Profil und Geschichte
Vorbild der DDR-Wochenzeitung war Die Grüne Post. Wie die NBI, so deckte auch die Wochenpost ein breites Spektrum kulturpolitischer Themen in der DDR ab, das von Tagespolitik im In- und Ausland, über Kunst und Kultur bis hin zu Berichten aus Wissenschaft, Sport und Technik reichte. Die Wochenpost richtete sich an die ganze Familie. Fester Bestandteil waren neben Empfehlungen zu aktuellen Modetrends auch Ratgeber mit Gesundheits-, Küchen- und Heimwerkertipps. Außerdem enthielt die Wochenpost das Fernsehprogramm, verschiedene Inserate und eine Rätselseite.
Der Karikaturist Willy Moese zeichnete mehrere Comicserien für die Wochenpost. Weitere beliebte Rubriken waren die Gerichtsreportage von Rudolf Hirsch und Privatanzeigen. Horst Rittner redigierte lange Jahre die Schachspalte, in der sich kommentierte Partien und Schachkompositionen abwechselten. Filmkritiken schrieb Rosemarie Rehahn.
Maßgeblichen Anteil an dem Erfolg hatte der Schriftsteller Heinz Knobloch, der zur Gründungsredaktion gehörte und der Redaktion bis 1991 als Feuilletonist angehörte. Seine Feuilletons wurden von Wolfgang Würfel illustriert.
Weitere Mitglieder der Gründungsredaktion waren u. a. Emil Rudolf Greulich, Peter Nell und Walther Victor. Die redaktionellen Beiträge hatten journalistisch ein durchweg hohes und weitgehend neutrales Niveau.
1990 übernahmen Maxwell Communications und Gruner + Jahr den Berliner Verlag und damit auch die Wochenpost. 1992 übernahm dann Gruner + Jahr den Berliner Verlag allein.
Im Dezember 1996 wurde die Wochenpost eingestellt. Von Januar bis Mai 1997 erschien sie noch als Beilage von Die Woche, die im Jahr 2002 ebenfalls vom Pressemarkt verschwand.